# Gonomyia (Leiponeura) brevivena
Gonomyia (Leiponeura) brevivena is een tweevleugelige uit de familie steltmuggen (Limoniidae). De soort komt voor in het Australaziatisch gebied.